# INRI
INRI són les sigles de la frase llatina Iesvs Nazarenvs Rex Ivdaeorvm, la qual es tradueix al català com: "Jesús de Natzaret, Rei dels Jueus".

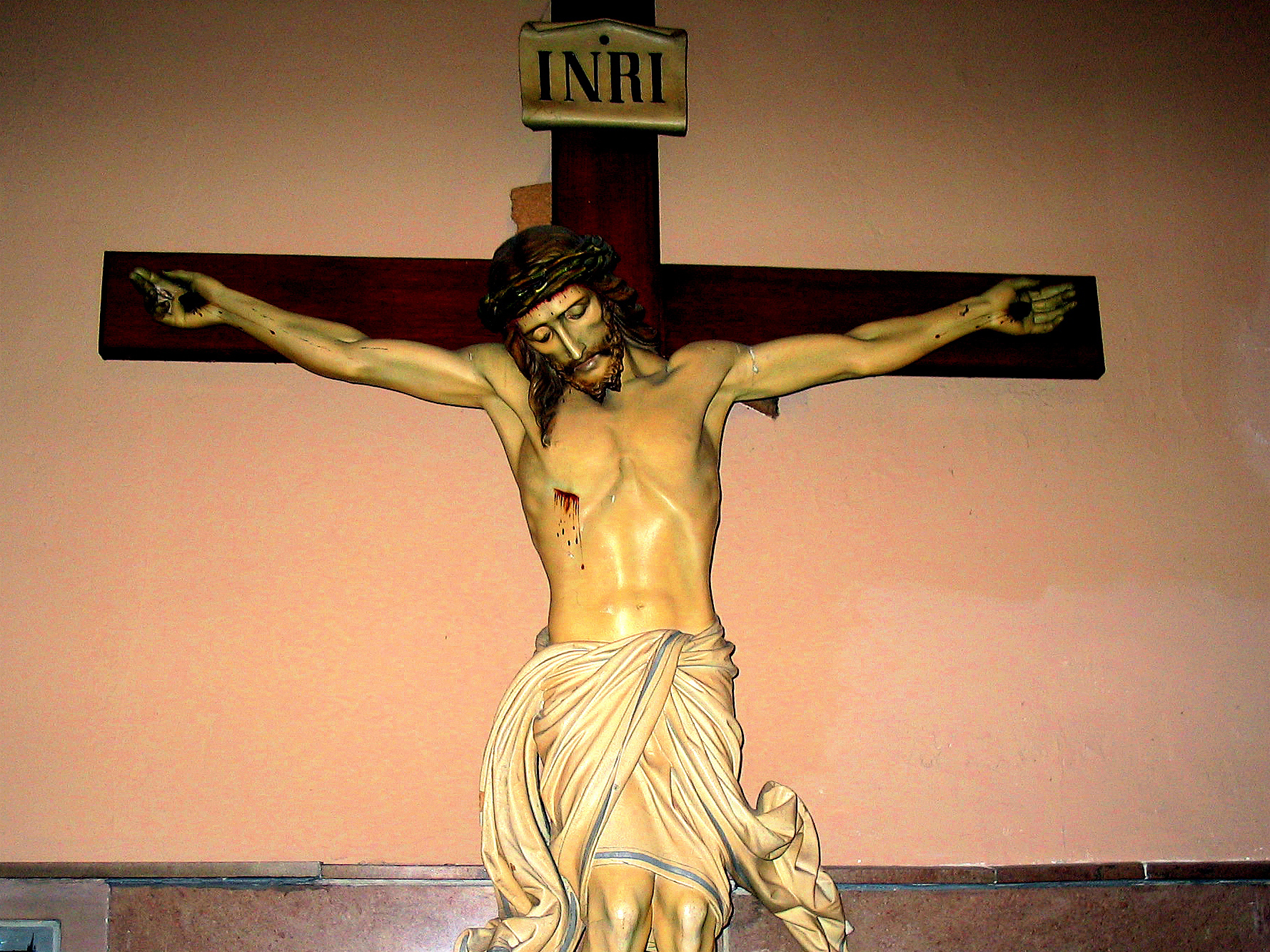
Imatge de Jesús crucificat amb la inscripció INRI en la part superior

Apareix al Nou Testament de la Bíblia Cristiana, als Evangelis de Mateu (27:37), Marc (15:26); Lluc (23:38) i Joan (19:19). Molts crucifixos i altres imatges de la crucifixió inclouen una placa, anomenada "títol", que duu les lletres INRI, ocasionalment gravat directament en la creu, i usualment dalt de la figura de Jesús. Algunes Esglésies Ortodoxes d'Orient usen les lletres INBI del text grec de la inscripció en la creu,  Ἰησοῦς ὁ Ναζωραῖος ὁ Bασιλεὺς τῶν Ἰουδαίων.
A l'Evangeli segons Sant Joan la inscripció és explicitada:
| « | 19. Pilat va redactar també una inscripció i la va posar sobre la creu. L'escrit era: «Jesús el Natzarè, el Rei dels jueus.» 20. Aquesta inscripció la van llegir molts jueus, perquè el lloc on havia estat crucificat Jesús estava prop de la ciutat; i estava escrita en hebreu, llatí i grec. | » |